# Ігнатов Олег Никифорович
Олег Никифорович Ігна́тов (нар. 21 лютого 1915, Київ — пом. 10 липня 1977, Київ) — український радянський архітектор і педагог; кандидат архітектури з 1955 року.

## Біографія
Народився 21 лютого 1915 року у місті Києві (нині Україна). Протягом 1930—1931 років був учнем столяра на 2-й дистанції шляху Південно-Західних залізниць. У 1931—1935 роках навчався в Київському транспортно-будівельному технікумі, по закінченню якого отримав спеціальність техніка шляхів сполучення. У 1935—1941 роках навчався на архітектурному факультеті Київського інженерно-будівельного інституту.
З початку німецько-радянської війни і до 11 червня 1946 року служив офіцером (інженер-капітан) в Червоній армії. Нагороджений орденами Вітчизняної війни І (15 липня 1945) і ІІ (30 вересня 1944) ступенів, Червоної Зірки (6 листопада 1944), медалями «За оборону Сталінграда» (1943), «За бойові заслуги» (30 вересня 1944), «За оборону Кавказу» (1945), «За перемогу над Німеччиною» (1945).
Після демобілізації і до 1951 року працював керівником архітектурно-планувальної майстерні Київської обласної проектної контори (Облпроект). У 1951—1954 роках навчався в Інституті аспірантури Академії архітектури УРСР. Член КПРС з 1953 року. Після закінчення аспірантури працював виконувачем обов'язків молодшого наукового співробітника Інституту історії і теорії архітектури Академії архітектури УРСР. У 1957—1958 роках виконував обов'язки керівника сектора Інституту історії і теорії архітектури Академії архітектури УРСР, а з 1959 року — працював старшим науковим співробітником Інституту теорії, історії і проблем радянської архітектури Державного комітету з цивільного будівництва та архітектури при Держбуді СРСР. Одночасно, протягом 1953—1963 років, за сумісництвом працював викладачем з історії архітектури Київського художнього інституту. Помер у Києві 10 липня 1977 року.

## Споруди і проєкти
Автор проєктів:
- планування райцентрів Тернопільської області: Козової, Нового Села, Великого Глибочка (1946);
- планування сіл Станіславської області: Пасічної, Крихівців, Пшеничників, Тишківців, Драгомирчан (1947);
- планування зразкового села Новоселівки Чернігівської області (1947—1948);
- планування сіл Чернігівської області: Ладинки, Червоних Партизан (1948);
- планування сіл Київської області: Панфилів, Семенівки (1950);
- планування курортного селища Ірпінь Київської області (1951) та інші.

Автор типових проєктів гіпсового заводу (1946), однокласної школи (1948), будівлі сільської ради (1948).
За його проєктами збудовано численні пам'ятники загиблим бійцям Червоної армії у польських містах Перемишлі, Кросно, Сяніку, Ратиборі; у Михайлівцях (Чехословаччина); у Чопі Закарпатської області; (усі у 1945 році), а також обеліск для 19-ти пунктів боїв за місто Моравску Остраву (Чехословаччина).
У 1948—1949 роках за його  проєктом збудовані авторемонтні майстерні, гараж, їдальня, оранжерея навчального господарства Білоцерківського сільськогосподарського інституту.

## Праці
Як науковець, написав значну кількість розвідок з історії архітектури. Автор:
- брошури «Будинок музею В. І. Леніна в Києві» (1960);
- розділу «Архитектура Украинской ССР с 1917 по 1941 г.» до «Очерков по истории искусство народов СССР» (1961);
- розділу «Архитектура периода капитализма» до «Всеобщей истории архитектуры» (1962);
- книг «Нариси з історії архітектури Української РСР» (у співаторстві; том 1, 1957; том 2, 1962);
- проспекту для туристів «Крещатик» (1963);
- розділу «Архитектура» до V тому «Истории искусств УССР» (1963);
- книги «Архитектура Украины на новом этапе (1954-1964)» (у співаторстві; 1963);
- розділу у «Нарисах з історії українського мистецтва» (1966);
- розділу у «Архітектурі України, 1917—1967» (1967).

Крім того, протягом 1960-1964 років, написав близько 30 статей для «Української радянської енциклопедії». Автор численних публікацій до галузевих журналів. 
Досліджував творчість архітекторів Олександра Красносельського, Івана Малозьомова, Олександра Вербицького.